# Wuzuquan
Il Wuzuquan (五祖拳, Pugilato dei 5 Antenati) è uno stile di arti marziali cinesi classificabile come Nanquan. Il nome fa riferimento a La leggenda dei 5 Antenati, ma in realtà vuole ricordare di essere la sintesi di 5 scuole di pugilato: Baihequan (白鹤拳); Houquan (猴拳); Luohanquan (罗汉拳); Dazunquan (达尊拳); Taizuquan (太祖拳).
Questo stile è uno dei Sette Grandi Pugilati del Fujian (福建七大拳, Fujian Qi Da Quan) ed è anche chiamato Wuzu Heyangquan (五祖鹤阳拳).

## Origini
Il Wuzuquan è stato creato da Cai Yuming (蔡玉明, 1853 – 1910). Si dice che egli abbia preso dal Luohanquan i movimenti del corpo, dal Dazunquan il lavoro energetico, dal Taizuquan la precisione delle tecniche, dal Baihequan le mosse degli arti superiori e dall'Houquan i colpi di piede. Cai studiò con i migliori maestri della sua regione e ricevette anche gli insegnamenti di un maestro dello Shandong che gli trasmise le nozioni del Pugilato del Nord.

## Taolu
Il Wuzuquan contiene un numero esorbitante di Taolu a mano nuda, questi alcuni esempi: San zhan (三战); Tiandiren zhan (天地人战); Pingma zhan (平马战); Zu zhan (祖战); Wuhu zhan (五虎战); Da tao san zhan (大套三战) e Xuan nu zhan (玄女战); ecc. per un numero complessivo di 72.
Queste le forme di armi antiche: Chuan ba (川耙); Chai (钗); Yuya qiang chan (月牙枪铲); Fang tian huaji (方天画戟); Qimeigun (齐眉棍); Zhang er gun (丈二棍); pudao (朴刀); Gong dao (宫刀); Kaishan da fu (开山大斧); Liuyedao (柳叶刀); jian (剑); Shuangjian (双锏); Shuan tie bian (双铁鞭); sanjiegun (三节棍); Liu gong guai (柳公拐); ecc.
Questi invece i nomi delle armi lunghe e corte di uso comune: Chutou (锄头); Yusan (雨伞, ombrello); Bandeng (板凳); biandan (扁担,palo per portare l'acqua ); ecc.